# Ключище (Татарстан)
Ключище — деревня в Тюлячинском районе Татарстана. Входит в состав Аланского сельского поселения.

## География
Находится в северо-западной части Татарстана на расстоянии приблизительно 3 км на юг от районного центра села Тюлячи у речки Мёша.

## История
Известна с 1710—1711 годов.

## Население
Постоянных жителей было: в 1782 году — 158 душ мужского пола, в 1859—540, в 1897—640, в 1908—742, в 1920—810, в 1926—798, в 1938—452, в 1949—376, в 1958—202, в 1970—100, в 1979 — 50, в 1989 — 23, 10 в 2002 году (русские 100 %), 4 в 2010.